# Lonchaea pugionata
Lonchaea pugionata är en tvåvingeart som beskrevs av Meijere 1910. Lonchaea pugionata ingår i släktet Lonchaea och familjen stjärtflugor. Inga underarter finns listade i Catalogue of Life.